# Peucetia viridis
Peucetia viridis là một loài nhện trong họ Oxyopidae.
Loài này thuộc chi Peucetia. Peucetia viridis được John Blackwall miêu tả năm 1858.